# María Jesús Jabato
María Jesús Jabato Dehesa (Burgos, 1959) es una editora, escritora y poeta española, especializada en poesía infantil. Es miembro de número de la Real Academia Burgense de la Historia y Bellas Artes.

## Biografía
Hija del escritor Jesús María Jabato Saro. Doctora por la Universidad de Burgos con una tesis sobre la biografía de Martín Domínguez Berrueta, profesor de Federico García Lorca.Es además licenciada en Derecho por la Universidad de Valladolid y Graduado Social por la Universidad de Salamanca. Máster en Economía y Derecho de Consumo por la Universidad de Castilla-La Mancha. Trabaja como técnico del Ayuntamiento de Burgos. Profesora de Derecho en la Escuela Universitaria de Relaciones Laborales de la Universidad de Burgos desde 1992 hasta la extinción del centro en 2021. Escritora, ensayista y poeta especializada en poesía infantil, siendo la única autora que ha conseguido los tres premios más importantes en la materia, Premio Internacional de poesía para niñas y niños Ciudad de Orihuela (Gorigori), Premio Príncipe Preguntón (Domingo de pipiripingo) y en dos ocasiones Premio Luna de Aire (Campo Lilaila  y Ramonerías, este último publicado bajo el título Anzuelos).
Es miembro de número de la Real Academia Burgense de Historia y Bellas Artes, Institución Fernán González, desde 2011. Su discurso de ingreso se tituló Torres de Aire y Plata; Los artículos de Federico García Lorca en Diario de Burgos. En el Boletín de esta Institución ha publicado numerosos trabajos de investigación.
Colaboradora desde 1988 en Diario de Burgos con la columna «Señales de vida». Sus obras literarias se han publicado también en revistas especializadas, como Plaza de San Juan, BiB o Mirlo.
Con el escritor Jesús Toledano fundó en 2019 Suabia Ediciones, cuyo primer libro publicado fue Los ángeles de la catedral, obra destinada a un público infantil, ilustrada por Laura Esteban y escrita por la propia Jabato.
Con la ilustradora Laura Esteban ha desarrollado una intensa colaboración. En 2024 llevaban 14 libros publicados juntas.

## Obra

### Libros publicados
- Mujer.es (Burgos, 2003)
- El Hospital San Juan de Dios de Burgos. Crónica de cincuenta años (1956-2006)  (Burgos 2006)
- Sonetos naifs (Burgos, 2007)
- Torres de aire y plata: Los artículos de Federico García Lorca en Diario de Burgos (Ed. Institución Fernán González. Burgos, 2012)
- Martín Domínguez Berrueta: luz en la sombra (Institución Fernán González. Burgos, 2013)
- Cuaderno de viaje de Santo Domingo de Silos. Burgos, 2014
- Cincuenta años de avisos publicitarios en la prensa de Burgos (1870-1920) (Institución Fernán González. Burgos, 2012)
- Cartas a Martinillo. Un recorrido por el Burgos de 1900 de la mano de Jacinto Ontañón (Institución Fernán González, 2016)
- A Nativitate. Los pliegos de villancicos en la catedral de Burgos (1750-1805) (Institución Fernán González, 2018)
- Crónica negra de Burgos. Reseña de 125 crímenes cometidos en la capital y la provincia en el último tercio del s. XIX y primero del s. XX (Institución Fernán González, 2019)
- Poesía satírica y festiva en la prensa burgalesa (Institución Fernán González, 2020)
- La Sociedad Filarmónica de Burgos. Los primeros 25 años (1910-1935) (Burgos, 2021)
- Rogad a Dios en caridad. Las esquelas en la prensa burgalesa del siglo XIX (Institución Fernán González, 2021)
- Puro Umbral. Las columnas de Francisco Umbral en Diario de Burgos (Burgos, 2022)
- La Sociedad Filarmónica de Burgos. Segunda época (1956-1987). Treinta y un años más de música (Burgos, 2023)
- Crónica negra de Burgos II. 70 crímenes cometidos en Burgos y su provincia entre 1930 y 1960 y sus crónicas judiciales (Institución Fernán González, 2023)
- Un poema inacabado e inédito de Antonio Machado (Institución Fernán González, 2024). Prólogo de Alfonso Guerra.[9]
- Cuaderno de viaje de Comillas (Suabia, 2024).[8]

### Literatura infantil
- Domingo de Pipiripingo  (Ed. Hiperión. Madrid, 2008). Premio 'El Príncipe Preguntón' de Poesía Infantil de la Diputación de Granada[10]
- Burgos de la A a la Z (Burgos, 2009)
- Y aquella luz (Burgos, 2009)
- El silencio de Camilo. The silence de Camile. Le silence de Camile (Autismo Burgos. Burgos, 2010)
- Tan alto como la luna (Ed. Cedma. Málaga, 2010)
- Il silenzio di Camilo. Camillu chi no ddi bessit fuedu (Diversamente Onlus. Catania/Italia, 2011)
- Yo, mi, me, conmigo (Hiperión. Madrid 2011)[11]
- ¡Qué grande es ser pequeño! (Burgos, 2011)
- Zirkus (Burgos, 2012)
- El primer fin del mundo (Burgos, 2013)
- Gorigori (Kalandraka.Premio Internacional de poesía para Niños Ciudad de Orihuela 2013)[12]
- Campo Lilaila (Ed. CEPLI/Universidad de Castilla-La Mancha. Premio de Poesía Infantil Luna de Aire 2013)[13]
- A mares (Kalandraka. Finalista del Premio Internacional de poesía para Niños Ciudad de Orihuela 2012)[14]
- Libro de las lunas (Burgos, 2015)
- Azules, con ilustraciones de María José Castaño (Burgos 2016)[15][16]
- Malditos fantasmas (Burgos, 2017)
- Poemix (Burgos, 2019)
- Los ángeles de la Catedral (Burgos, 2019. Segunda edición, 2023)
- Anzuelos (Ed. CEPLI/Universidad de Castilla-La Mancha. Premio de Poesía Infantil Luna de Aire 2019)

### Investigaciones publicadas en el Boletín de la Institución Fernán González
- Ondas populares: crónica de una efímera revista (2012)
- El creso de Burgos: breve nota sobre un juguete cómico y, al hilo, reseña sobre los burgaleses en La Habana de finales del siglo XIX y noticia de una obra de Marceliano Santamaría (2012)
- El marqués de Murga: el milagro de un burgalés insigne alentado por el publicista Don Martín Domínguez Berrueta (2013)
- Martín Domínguez Berrueta y la Catedral de Burgos (I): los artículos de prensa (2013)
- Martín Domínguez Berrueta y la Catedral de Burgos (II): el cuaderno de notas del profesor (2014)
- Los nuevos papeles de Manuel Machado (2015)
- Historia corregida y aumentada De Gregorio Mayoral, verdugo de la Audiencia Territorial de Burgos (2015)
- Aspectos burgaleses: María Cruz Ebro en el día de Palencia (1929-1930) (2016)
- En el octogésimo aniversario de la muerte de Enrique I de Castilla (1217-2017): el estudio del doctor Escribano García sobre la trepanación del rey niño (2017)
- El dios de la nieve llora sobre Burgos: la penúltima nevera de Burgos (2017)
- María Teresa León y Luis Gil de Vicario: Amaro «el pelerino» (2018)
- Breve noticia de Eugenia Martínez Vallejo, «la monstrua». Una burgalesa en la Corte de los Austrias (2018)
- Romance del Judas ejecutado en Belorado en 1920 (2019)
- El rebaño: drama en tres jornadas y verso estrenado en Burgos con ocasión del VII Centenario de la Catedral (2019)
- Burgos en «Miau», de Benito Pérez Galdós (2020)
- Breve apunte sobre Tito Liviano, el burgalés de Oña, remedo de Benito Pérez Galdóss (2020)
- Alusiones a Burgos y provincia en la Tercera Serie de los Episodios Nacionales de Benito Pérez Galdós (2020)
- El prontuógrafo de Vicente Alonso de Celada Varona: ¿precursor de la máquina de escribir? (2021)
- La visita a Burgos de Emilia Pardo Bazán (2021)
- José Nieto Mendez. La vinculación a Burgos de las sopranos Ángeles Ottein y Ofelia Nieto (2022)
- El crimen de la Quinta (2022)
- La presencia de la mujer en la primera época de la Sociedad Filarmónica de burgos (2022)
- Burgos visto por Emilio Bobadilla, «Fray Candil» en «Viajando por España, evocaciones y paisajes» (2022)
- Burgos en el prólogo de Benito Pérez Galdós a «Vieja España (impresión de Castilla)» de José María Salaverría (2023)

### Participación en libros colectivos
- Bazar de Tinta (Madrid, 2004)
- Cuánto cuento de relatos hiperbreves (Madrid, 2005)
- Entelequia 12 (Madrid, 2007)
- Aldea Poética VI: Hortera (Ed. Ópera Prima, Madrid, 2013)
- Poesía en el Camino. Antología poética (2011-2014) (Institución Fernán González. Burgos, 2015)
- Académicos que fueron (Institución Fernán González, 2018)
- Palabras de Archivo. Homenaje a Milagros Moratinos Palomero (Ayuntamiento de Burgos. Instituto Municipal de Cultura, 2018)
- De manantial sereno. Homenaje a Juan Carlos Estébanez. (Ayuntamiento de Burgos. Instituto Municipal de Cultura, 2019)
- La Institución Fernán González: 75 años de entrega a la cultura burgalesa (1946-2021) (Institución Fernán González. Burgos, 2021)
- La Catedral de Burgos y la Institución Fernán González: visiones académicas (Institución Fernán González. Burgos, 2021)
- Tardes de Año Nuevo. Cuentos de Navidad (Ediciones Encuentro, 2023)
- Poéticas de interior. Encuentros con la poesía (Ediciones Castilla. Valladolid, 2024)

### Antologías
- Dos orillas y un océano: 25 autores iberoamericanos de poesía para niños y jóvenes (2020)[17]

## Premios

### Literarios
- Premio de Poesía Infantil Luna de Aire 2019 por el poemario Ramonerías (publicado con el título Anzuelos)
- Premio Internacional de poesía para Niños Ciudad de Orihuela 2013 por el poemario Gorigori [18]
- Premio de Poesía Infantil Luna de Aire 2013 por el poemario Campo Lilaila
- Premio El Príncipe Preguntón de Poesía Infantil 2008 por el poemario ‘Domingo de Pipiripingo’
- Premio Nacional de Prensa Manos Unidas 1996 por el artículo «La otredad»
- Premio Provincial de Prensa Manos Unidas 1989 por el artículo «El mundo cabe en un olvido»

### Honoríficos
- En 2014 recibió el Premio Artes Plásticas de Santo Domingo de Silos.

- En 2023 recibió el premio Al-Ándalus en reconocimiento de su importantísima aportación a la cultura burgalesa y española. Años atrás su padre, Jesús María Jabato Saro, había recibido el mismo galardón.[2]